# David Buchan
David Buchan (Escocia, 1780 - desaparecido en el mar, poco después de 8 de diciembre de 1838) fue un oficial escocés de la Marina Real, administrador y juez colonial y explorador del Ártico. 

## Biografía
En 1806, Buchan fue nombrado teniente de la Marina Real y dos años más tarde fue enviado a Terranova como oficial de un convoy pesquero, donde estaría entre 1808 a 1817. Encabezó una expedición en enero de 1810 al interior de Terranova, para tratar de hacer contacto con la disminuida población nativa de los beothuk, una tribu que el gobernador estaba muy interesado en proteger. Logró llegar hasta ellos aunque después de un breve contacto regresó al no estar seguro de poder proteger a su grupo (unos 27 hombres): «Yo no podía... abrigar ninguna esperanza de asegurar sus personas, sin derramamiento de sangre, lo que podría frustrar todas las expectativas futuras de su reconciliación y civilización, el gran objetivo a la vista». Volvió a intentarlo ese mismo año en marzo, pero ya no logró contactar con ellos.
En diciembre de 1813 Buchan comandó el Adonis en un convoy de regreso a Inglaterra y en 1815, como capitán del Pike ocupó brevemente Saint-Pierre. Fue gobernador interino de Terranova durante los inviernos de 1815-16 y 1816-17, cuando el hambre golpeó la colonia y St John sufrió tres incendios importantes. El 13 de abril de 1816 fue ascendido a comandante y una vez más viajó en el convoy de regreso a Inglaterra durante el otoño de 1817. 
En enero de 1818 Buchan fue encargado de dirigir una expedición al Polo Norte, seguramente debido al interés en la exploración del Ártico de John Barrow, segundo secretario del Almirantazgo. Buchan recibió órdenes de encontrar un pasaje «by a northern course across the Pole» [por un curso norte a través del Polo] y luego navegar por el estrecho de Bering hasta el océano Pacífico. La expedición contaba con dos barcos balleneros que habían sido reforzados para la ocasión, el HMS Dorotea, al mando de Buchan, y el HMS Trent, al mando del entonces teniente John Franklin —que más adelante será tristemente célebre al desaparecer su expedición en el Ártico (Expedición perdida de Franklin)— y en el que viajaba como segundo Frederick William Beechey, buen dibujante, que más tarde será otro reconocido explorador del Ártico. Partieron del Támesis el 25 de abril y se dirigieron a Spitsbergen, que bordearon siguiendo los puertos del oeste y del norte. Debieron de pelear con el hielo la mayor parte del verano, indagando en los canales donde la banquisa se abría. En julio, los barcos quedaron atrapados en una latitud de 80° 34'N, el punto más al norte que iban a alcanzar. Después de tres semanas de intenso trabajo, lograron liberar los barcos y la expedición finalmente ganó aguas abiertas.
Buchan se volvió hacia el oeste, hacia Groenlandia, pero una tormenta empujó el HMS Dorothea contra el borde de un campo de hielo, dañándolo seriamente. La expedición regresó a reparar las naves en un puerto tranquilo en Spitsbergen. Buchan partió de nuevo y puso rumbo al oeste, reconociendo la banquisa hasta que la expedición logróa estar a unas 12 leguas de Groenlandia. Cuando el tiempo amenazó una vez más, finalmente decidió regresar y alcanzó Deptford, en el Támesis, el 22 de octubre de 1818. A pesar de no bhaber conseguido encontrar una ruta a través del Polo, la expedición llevó a cabo muchas observaciones científicas, cartográficas y de historia natural que hicieron los especialistas asignados. Años más tarde, en 1843, Beechey publicó un trabajo sobre este viaje con el título A voyage of discovery towards the North Pole 1818, con seis reproducciones de apuntes que había tomado.
Buchan regresó a Terranova en 1819 como capitán del Grasshopper. El gobernador le encomendó la misión de devolver a Demasduwit, bautizada Mary March, una nativa beothuk que había sido recientemente secuestrada por los blancos con la esperanza de que sirviera de traductora e intermediaria entre los colonos ingleses y los beothuk. Sin embargo ella murió de tuberculosis antes de que fuera capaz de contactar con su pueblo y Buchan continuó para entregarles el cuerpo. Aunque vio señales de ellos no logró encontrarlos y les dejó el cuerpo con ofrendas en una carpa en Red Lake. 
Tres años más tarde Buchan, como oficial superior, participó en otra expedición para devolver nuevamente a tres mujeres beothuk, una de ellas, la sobrina de Demasduwit, Nancy Shanawdithit. Nancy se negó a ir con cualquier expedición europea ya que por lo que sabía, toda su gente había muerto. Además, después de haber estado con los ingleses, sabía que cualquier beothuk la sacrificaría en una redención religiosa por aquellos que habían muerto antes. 
Buchan fue ascendido a capitán de la Marina Real, el 12 de junio de 1823, pero, de nuevo en Inglaterra, cayó en desgracia por un asunto que había ocurrido con unos pescadores a los que había ordenado azotar mientras estaba en Terranova y fue retirado de la lista activa. Fue nombrado Alto Sheriff de Terranova en 1825, y  permaneció en el puesto incluso después de la introducción de un gobierno representativo en 1832, y renunció oficialmente el 27 de agosto de 1835. 
Tras haber estado casi treinta años en Terranova, Buchan se involucró con la Compañía de las Indias Orientales. En diciembre de 1838, fue declarado perdido en el mar con el buque Upton Castle en el camino de Calcuta a Inglaterra.